# 玛丽安尼·桑特-克莱
玛丽安尼·桑特-克莱（法語：Marianne St-Gelais，1990年2月17日—），是加拿大著名的女子短道速滑运动员。她是2010年冬季奧林匹克運動會短道速滑比賽500米亚军。

## 职业生涯
2010年温哥华冬奥会中，桑特-克莱获得500米和3000米接力银牌。2010年世界短道速滑锦标赛中，她获得3000米接力银牌和500米铜牌。一周之后，她又随加拿大女子短道速滑队在博尔米奥获得2010年世界短道速滑团体锦标赛团体银牌。

## 资料来源
- 2010世界短道速滑锦标赛官方网站(英文)
- Marianne St-Gelais-国际滑冰联盟（ISU）
- Marianne St-Gelais-Olympedia